# توماس كلايتون (لاعب كرة قدم أمريكية)
توماس كلايتون (بالإنجليزية: Thomas Clayton)‏ هو لاعب كرة قدم أمريكية أمريكي، ولد في 26 أبريل 1984 في الإسكندرية في الولايات المتحدة.

## وصلات خارجية
- توماس كلايتون على موقع مرجع كرة القدم المحترفة.كوم (الإنجليزية)